# 안정역
안정역(Anjeong station, 安定驛)은 경상북도 영주시 안정면 일원리에 위치한 중앙선의 신호장이었다.

## 역명 유래
본래 풍기면 지역이었으나, 1914년 생현면(生峴面)과 영주면(榮州面)의 일부를 병합, 풍기의 옛 이름을 따서 안정면(安定面)이라 한 것에서 유래하였다.

## 연혁
- 1942년 4월 1일 : 보통역으로 영업 개시[1]
- 1976년 6월 29일 : 소화물취급 중지
- 1976년 7월 10일 : 화물취급 중지[2]
- 1983년 2월 1일 : 신호장으로 격하 및 여객취급 중지[3]
- 1988년 10월 11일 : 현 역사 준공
- 2005년 4월 1일 : 무인신호장으로 변경
- 2020년 11월 12일 : 폐역 고시[4]
- 2020년 12월 13일 : 폐역